# モリスタウン (ニュージャージー州)
モリスタウン（英: Morristown）は、アメリカ合衆国ニュージャージー州の町。モリス郡の郡庁所在地である。人口は2万0180人（2020年）。ニューヨーク都市圏に含まれる。
イギリスからの独立を果たした独立戦争で戦略的に重要な役割を果たしたことから、「アメリカ独立戦争の軍事首都」と呼ばれてきた

## 概要
ヨーロッパ人がこの地域を探検する以前の6,000年間、レニ・レナペ族インディアンが住んでいた。地域最初の開拓地は17世紀初期にスウェーデン人とオランダ人が設立したものであり、一時的な基地としてインディアンとヨーロッパ人の間にかなりの量の毛皮交易が行われた。オランダ領ニューネーデルラントの一部となったが、1664年にイギリスが地域を支配するようになり、「ニュージャージー植民地」としてジョージ・カートレットと初代バークレイ・オブ・ストラットン男爵ジョン・バークレイに与えられた。イギリスの植民地記録では、最初の恒久的ヨーロッパ人開拓地は1715年に造られたものであり、ニューヨークやコネチカットから移ってきた者達によって「ニューハノーバー」と名付けられた。1739年3月15日、ハンタードン郡の一部からモリス郡が創設された。この郡名は植民地人の利益を優先して人気があった植民地総督ルイス・モリスから名付けられた。
アメリカ独立戦争後に元の植民地はニュージャージー州となり、それからほぼ100年後の1865年4月6日、州議会の法によりモリス・タウンシップの中でモリスタウンは町として法人化された。さらに1895年、モリスタウンはタウンシップから正式に分離した。

## 歴史

### 18世紀
モリスタウンは1715年頃に、ロングアイランドのサウスオールドやコネチカットのニューヘイブンから来たイギリス長老派教会員によって、ニューハノーバーとして設立された。1739年3月15日、ハンタードン郡から分かれてモリス郡が設立されてから間もなく、モリスタウンが郡の中心にあり、鉄道と接続されていたことから郡庁所在地に選定された。モリスタウンとモリス郡はニュージャージー植民地の初代および当時現職総督だったルイス・モリスからその名前が採られた。
18世紀の半ばでは、モリスタウンの人口は250人、教会2棟、裁判所1棟、酒場1軒、学校2棟、店舗数軒があり、近くには多くの製粉所や農場があった。
ジョージ・ワシントンが初めてモリスタウンに来たのは1773年5月のことであり、アメリカ独立戦争に先立つこと2年だった。ワシントンは養子であるジョン・パーク・カスティスとスターリング卿ウィリアム・アレクサンダーと共に、この地からニューヨーク市に旅した。
1777年ワシントン将軍と大陸軍が、トレントンとプリンストンでの戦勝の後、モリスタウン近くで1月から5月まで宿営した。町の中心、モリスタウン・グリーンにあったジェイコブ・アーノルドの酒場を、ワシントンは最初の作戦本部にした。モリスタウンはその極度に戦略的な位置にあったので、宿営地に選択された。フィラデルフィアとニューヨーク市の中間にあり、ニューイングランドにも近かった。また住民の技量や交易も選定要因だった。地元の産業や天然資源で武器を提供でき、軍隊を支えるに足る食料を供給する能力があると考えられたからだった。
教会は天然痘の予防接種に使われた。最初の作戦本部であるアーノルドの酒場はその後、0.5マイル (800 m) 南のマウントケンブル・アベニューに移され、19世紀後半にはオールソウルズ病院になった。1918年に火事になって、最初の構造物は失われたが、道路の真向かいに病院用に新しい建物が建設された。
1779年12月から1780年6月、大陸軍のモリスタウン2回目の宿営地はジョッキーホローだった。このときのワシントンの作戦本部は、町の外れに近い大邸宅、フォード・マンションに置かれた。フォードの未亡人と子供達は、マーサ・ワシントンや大陸軍の士官達と家を共有することになった。
1780年の冬は独立戦争の中でも最悪の冬だった。飢餓に加えて極端なインフレと兵隊への給与不足があった。ペンシルベニアの部隊全体が反乱を起こして成功し、さらに後にはニュージャージーの兵士200名が彼等に習おうとしたが失敗した。
ワシントンが2回目の滞在をしていた1780年3月に、聖パトリックデイをその部隊に多くいたアイルランド系兵士のために休日と宣言した。マーサ・ワシントンがバージニアから旅してきて、戦争の期間を通じて毎冬の間夫の所に滞在した。ラファイエット侯爵がモリスタウンのワシントンの所に来て、フランスは艦船と訓練された兵士を送って大陸軍を助けると伝えた。
フォード・マンション、ジョッキーホロー、ノンセンス砦は全てアメリカ合衆国国立公園局が管理するモリスタウン国立歴史公園の一部として保存され、国内で初めて設立された国立歴史公園として、歴史保存主義者の間でも定評がある。
ワシントンが滞在している間に、ベネディクト・アーノルドがモリスタウンのスプリング通りにあるディッカーソンの酒場で、フィラデルフィアの軍需物資横流しに関連した容疑で軍法会議に掛けられた。アーノルドに対する訓告が公にされたが、ワシントンは英雄であるアーノルドにそれを心にしまい込むと静かに約束した。
アレクサンダー・ハミルトンはワシントンの掛かり付け医が宿舎にしていた住居で、ベッツィ・スカイラーと交際し、結婚した。地元ではスカイラー＝ハミルトンの家と呼ばれるこのジャベズ医師キャンプ地家屋は、ニュージャージー州と国双方の歴史史跡に登録されている。
モリスタウングリーンには、ジョージ・ワシントン、若いラファイエット侯爵、および若いアレクサンダー・ハミルトンが会したことを記念する彫像があり、フランス王ルイ16世が派遣したフランスの大型帆船と軍隊が大陸軍を救援しにくることを論じている彼等3人を描いている。
モリスタウンのバーナム公園には「アメリカ独立戦争の父」トマス・ペインの彫像がある。ペインはベストセラーとなった『コモン・センス』を著し、イギリスの支配から完全に訣別することを説いた。この銅像はジョージ・J・ローバーが制作し、「危機第1」を作成している1776年のペインの姿を描いた。ニュージャージー州を横切って撤退する中で、太鼓をテーブル代わりに使っている。ペインは「これらが人の魂を試す時だ」と記した。この像は1950年7月4日（独立記念日）に除幕された。

### 19世紀から現在
モリス運河を建設するというアイディアはモリスタウンの実業家ジョージ・P・マカロックに帰されている。マカロックは1822年にある集団を集め、運河建設の考えを議論した。この集団にはニュージャージー州知事アイザック・ハルステッド・ウィリアムソンが居り、その年後半にニュージャージー州議会に承認させることになった。この運河は1世紀の間使われた。
ラファイエット侯爵は1825年7月に、アメリカ合衆国への帰還の旅でモリスタウンに戻ってきた。デハート通りサンセイ・ハウスで、その栄誉を称える舞踏会が開催された。その家は現在も残っている。
フランス人移民労働者アントワーヌ・ル・ブランがセイアー一家とその召使い（おそらくは奴隷）のフィービーを殺害した。ル・ブランは裁判に掛けられ、1833年8月13日にセイアー一家殺害（フィービーは入っていない）で有罪とされた。9月6日、ル・ブランはモリスタウングリーンで絞首刑に処された最後の者になった。2006年まで、殺人が起きた家は「ジミーの幽霊屋敷」と呼ばれており、フィービーの殺害については裁判が行われなかったために、その幽霊が出ているとされていた。2007年、ジミーの幽霊屋敷が解体され、岸への道が造られた。
1838年1月6日、サミュエル・F・B・モールスとアルフレッド・ヴェイルが、モリスタウンのスピードウェル鉄工所で最初の電報発信器を制作した。最初の電信文は「辛抱強く待つ人は敗者にならない」だった。この発明を最初に公開実験したのはその5日後であり、情報化時代への最初の1歩になった。

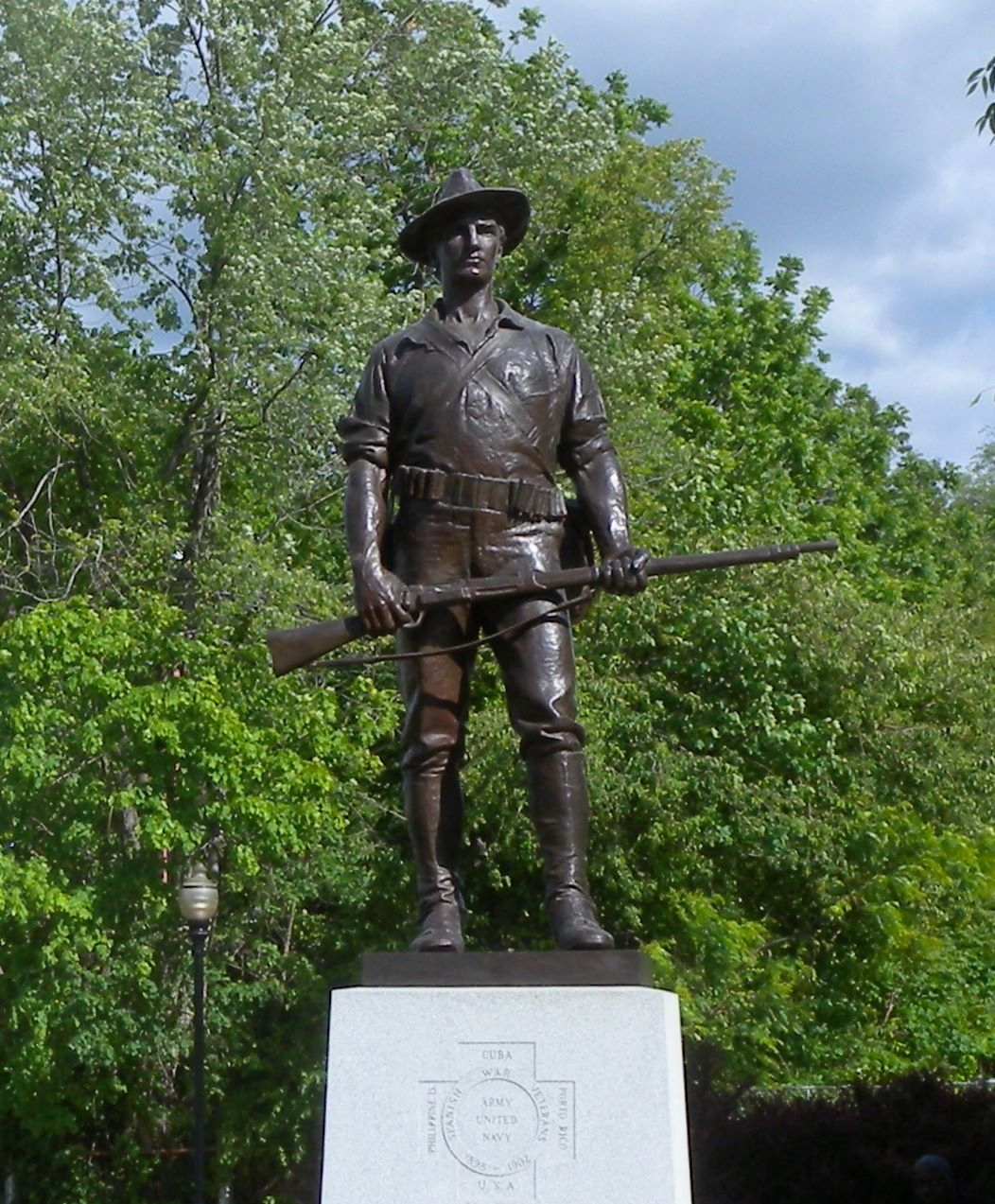
戦争記念碑

モリスタウンでワシントンの最初の作戦本部、ジェイコブ・アーノルドの酒場は、1886年にコールズ家が買収して解体を免れた。1887年冬に馬力を使って「ザ・グリーン」から、（バンク通りで6週間留め置かれた後）0.5マイル (800 m) 南のマウントケンブル・アベニューに移された。そこは現在アトランティックRIMMリハビリテーション病院の駐車場になっている。4年間寄宿舎として使われた後、モントリオール出身のグレイ・ナンズによってオールソウルズ病院に転換された。それはモリス郡では初の総合病院だった。ジョージ・ワシントンとマーサの2階にあった舞踏場は礼拝堂となり、1階の酒場は患者の病室になった。この建物は1918年の火事で焼失した。オールソウルズ病院の組織、看護師、医師、患者の全体はマウントケンブル・アベニュー、アメリカ国道202号線の向かい側に、新しく建設された煉瓦造り病院に移された。オールソウルズ病院は1960年代に財政的問題のために閉鎖された。1973年、コミュニティ医療センターとなった。1977年、このセンターが倒産し、新しく大きなモリスタウン記念病院に買収され、現在はモリスタウン医療センターとなっている。
1843年12月18日、ベセル・アフリカン・メソジスト・エピスコパル教会が設立された。これはモリス郡では初のアフリカ系アメリカ人によって設立された教会となった。この教会は現在も活動している。教会が最初にあった場所はスプリング通り13であり、1870年まで有色人種の子供達にとって唯一の学校となっていた。教会は1874年に現在のスプリング通り59に移転された。
2009年1月5日、モリスタウンの夜の空に5つの赤い灯りが灯った。このイベントはヘリウムの気球と照明を使ったいたずらだったが、全米で「モリスタウンのでっち上げUFO」として有名になった。

## 地理
モリスタウンは北緯40度47分48秒 西経74度28分38秒 / 北緯40.796562度 西経74.477318度 (40.796562,-74.477318)に位置している。アメリカ合衆国国勢調査局に拠れば、市域全面積は3.026平方マイル (7.839 km2)であり、このうち陸地2.929平方マイル (7.587 km2)、水域は0.097平方マイル (0.252 km2)で水域率は3.22%である。
中心街のショッピングと事業の地区はモリスタウングリーンと呼ばれる正方形の公園の周りにある。植民地時代にはマーケットスクエアと呼ばれていた。

### 気候
モリスタウンは湿潤大陸性気候（ケッペンの気候区分 Dwa）にある。
| モリスタウンの気候     | モリスタウンの気候 | モリスタウンの気候 | モリスタウンの気候 | モリスタウンの気候 | モリスタウンの気候 | モリスタウンの気候 | モリスタウンの気候 | モリスタウンの気候 | モリスタウンの気候 | モリスタウンの気候 | モリスタウンの気候 | モリスタウンの気候 | モリスタウンの気候 |
| 月                     | 1月                | 2月                | 3月                | 4月                | 5月                | 6月                | 7月                | 8月                | 9月                | 10月               | 11月               | 12月               | 年                 |
| ---------------------- | ------------------ | ------------------ | ------------------ | ------------------ | ------------------ | ------------------ | ------------------ | ------------------ | ------------------ | ------------------ | ------------------ | ------------------ | ------------------ |
| 平均最高気温 °F （°C） | 38 (3)             | 41 (5)             | 50 (10)            | 61 (16)            | 71 (22)            | 80 (27)            | 85 (29)            | 83 (28)            | 75 (24)            | 65 (18)            | 54 (12)            | 43 (6)             | 62.2 (16.7)        |
| 平均最低気温 °F （°C） | 18 (−8)            | 19 (−7)            | 27 (−3)            | 36 (2)             | 46 (8)             | 54 (12)            | 59 (15)            | 58 (14)            | 51 (11)            | 39 (4)             | 32 (0)             | 23 (−5)            | 38.5 (3.6)         |
| 降水量 inch （mm）     | 4.50 (114.3)       | 3.00 (76.2)        | 4.41 (112)         | 4.64 (117.9)       | 5.09 (129.3)       | 4.40 (111.8)       | 5.29 (134.4)       | 4.37 (111)         | 5.33 (135.4)       | 4.17 (105.9)       | 4.37 (111)         | 4.10 (104.1)       | 53.67 (1,363.2)    |
| 出典：                 |                    |                    |                    |                    |                    |                    |                    |                    |                    |                    |                    |                    |                    |

## 人口動態

### 2010年国勢調査
以下は2010年国勢調査による人口統計データである。
| 基礎データ - 人口: 18,411人 - 世帯数: 7,417世帯 - 家族数: 3,649家族 - 人口密度: 2,426.6人/km2（6,284.9 人/mi2） - 住居数: 8,172 軒 - 住居密度: 1,077.1 軒/km2（2,789.6軒/mi2） 人種別人口構成 - 白人: 62.50% - アフリカン・アメリカン: 13.97% - ネイティブ・アメリカン: 0.64% - アジア人: 4.34% - 太平洋諸島系: 0.06% - その他の人種: 14.84% - 混血: 3.66% - ヒスパニック・ラテン系: 34.09% 年齢別人口構成 - 18歳未満: 17.6% - 18-24歳: 9.7% - 25-44歳: 38.4% - 45-64歳: 22.9% - 65歳以上: 11.5% - 年齢の中央値: 35歳 - 性比（女性100人あたり男性の人口） - 総人口: 104.5 - 18歳以上: 106.1 | 世帯と家族（対世帯数） - 18歳未満の子供がいる: 22.7% - 結婚・同居している夫婦: 31.1% - 未婚・離婚・死別女性が世帯主: 12.0% - 非家族世帯: 50.8% - 単身世帯: 38.8% - 65歳以上の老人1人暮らし: 9.5% - 平均構成人数 - 世帯: 2.40人 - 家族: 3.13人 収入と家計（2006年から2010年のアメリカン・コミュニティ・サーベイ統計） - 収入の中央値 - 世帯: 64,279米ドル - 家族: 66,070米ドル - 性別 - 男性: 51,242米ドル - 女性: 44,315米ドル - 人口1人あたり収入: 37,573米ドル - 貧困線以下 - 対人口: 9.5% - 対家族数: 10.2% - 18歳未満: 16.1% - 65歳以上: 8.8% |

### 2000年国勢調査
以下は2000年国勢調査による人口統計データである。
| 基礎データ - 人口: 18,544 人 - 世帯数: 7,252 世帯 - 家族数: 3,698 家族 - 人口密度: 2,435.3人/km2（6,303.9 人/mi2） - 住居数: 7,615 軒 - 住居密度: 1,000.1軒/km2（2,588.7 軒/mi2） 人種別人口構成 - 白人: 67.63% - アフリカン・アメリカン: 16.95% - ネイティブ・アメリカン: 0.22% - アジア人: 3.77% - 太平洋諸島系: 0.06% - その他の人種: 8.48% - 混血: 3.36% - ヒスパニック・ラテン系: 27.15% 先祖による構成 - コロンビア系：9.8%、国内第8位 - ホンジュラス系：4.5%、国内第6位 | 年齢別人口構成 - 18歳未満: 18.4% - 18-24歳: 8.8% - 25-44歳: 40.4% - 45-64歳: 20.0% - 65歳以上: 12.4% - 年齢の中央値: 35歳 - 性比（女性100人あたり男性の人口） - 総人口: 100.6 - 18歳以上: 99.7 世帯と家族（対世帯数） - 18歳未満の子供がいる: 22.5% - 結婚・同居している夫婦: 34.4% - 未婚・離婚・死別女性が世帯主: 12.0% - 非家族世帯: 49.0% - 単身世帯: 38.7% - 65歳以上の老人1人暮らし: 10.2% - 平均構成人数 - 世帯: 2.43人 - 家族: 3.19人 | 収入と家計 - 収入の中央値 - 世帯: 57,563米ドル - 家族: 66,419米ドル - 性別 - 男性: 42,363米ドル - 女性: 37,045米ドル - 人口1人あたり収入: 30,086米ドル - 貧困線以下 - 対人口: 11.5% - 対家族数: 7.1% - 18歳未満: 11.5% - 65歳以上: 14.3% |

## 政府と政治

### 町政府
モリスタウン町は1923年市長・町政委員会法の下に運営されている。町政委員会は7人の委員で構成され、このうち3人は町全体を選挙区に選出され、他の4人は4つの選挙区をそれぞれ代表している。人気は4年間であり、2年毎に半数（小選挙区の4人と、大選挙区の3人と町長）が改選される。町政府の立法府として町の政策を立案し設定する責任がある。
2012年町政予算は35,866,988米ドルだった。

### 連邦、州、郡の政府機関
モリスタウン町はアメリカ合衆国下院ニュージャージー州第11選挙区に属している。州議会では第25選挙区に入っている。
モリス郡は7人の委員で構成される郡政委員会が統治している（ニュージャージー州では "Board of Chosen Freeholders" と呼ばれる）。郡全体を選挙区に選出される。任期は3年間である。毎年2人ないし3人が改選される。

### 政治
2011年3月23日時点で、モリスタウンには有権者が9,259 人登録されており、その内3,905 人（42.2%）は民主党、1,648 人（17.8%）は共和党、3,698 人（39.9%）は無党派だった。他の政党で登録したのは8人のみだった。
2008年アメリカ合衆国大統領選挙では、民主党のバラク・オバマが総投票数6,953 のうち4,738票、68.1%を獲得し、共和党のジョン・マケインは2,084票、30.0%、その他の候補が67票、1.0%だった。登録有権者数は9,741 人、投票率は71.4%だった。
2004年では、民主党のジョン・ケリーが4,138票、62.8%を得て、共和党のジョージ・W・ブッシュの2,370票、35.9%を上回った。その他の候補は53票、0.5%、登録有権者数は9,890 人、投票数6,593 票、投票率は66.7% だった。
2009年ニュージャージー州知事選挙では、民主党のジョン・コーザインが2,263票、52.1%を獲得し、共和党のクリス・クリスティの1,623票、37.4%に勝利した。独立系のクリス・ダゲットが350票、8.1%、その他の候補者hが16票、0.4%だった。登録有権者数は9,393 人、投票数4,340票、投票率は46.2%だった。

## 教育
モリス教育学区は地域の公共教育学区であり、モリスタウンとモリス・タウンシップを管轄し、またモリスプレーンズ教育学区との興隆関係の一部としてモリスプレーンズの高校生を受け入れている。学区内の学校は以下の通りである。括弧内は2010年から2011年の児童生徒数である。
- ラファイエット学習センター、幼稚園前（113人）[64]
- アルフレッド・ベイル学校、幼稚園から2年生（321人）[65]
- ウッドランド学校、幼稚園から2年生、336人[66]
- アレクサンダー・ハミルトン学校、3年生から5年生（268人）[67]
- ヒルクレスト学校、3年生から5年生（-）[68]
- トーマス・ジェファーソン学校、3年生から5年生（309人）[69]
- ノーマンディパーク学校、幼稚園から5年生（391人）[70]
- サセックス・アベニュー学校、3年生から5年生（326人）[71]

フレリングハイゼン中学校、6年生から8年生（1,027人）
- モリスタウン高校、9年生から12年生（1,482人）[73][74]

公共教育に加えて幾つかの私立学校もある。初等教育校としては、就学前から6年生までを教えるモンテッソリ教育のレッドオークス学校、ローマ・カトリック教会パターソン教区の管轄で運営される小学校（幼稚園から8年生）のアサンプション・ローマン・カトリック、幼稚園から8年生までの約300人を教えるペック学校（1893年にミス・サトフェンの学校として設立）がある。またデルバートン学校は7年生から12年生の男子約540人を教えるローマ・カトリック教会の学校である。以前は神学校だったが、1939年から一般の生徒を受け入れている。共学校のモリスタウン・ベアード学校は、モリスタウン準備学校とミス・ベアードの括弧王の合併で作られ、6年生から12年生を教えている。さらにローマ・カトリック教会のカレッジ予備校であるビラ・ウォルシュ・アカデミーはレリジャス・ティーチャーズ・フィリッピニが経営している。
アカデミー・オブ・セント・エリザベスは1860年にシスターズ・オブ・チャリティ・オブ・セント・エリザベスがモリスタウンに設立したが、1895年に市境を引き直したときに隣接するモリス・タウンシップのコンベントステーションに入った。
チャバド・ルバビッチのチャしディック・イェシーバでは世界最大級のラビニカル・カレッジ・オブ・アメリカがモリスタウンにある。イェシーバ・タイフェレス・バカリムという多様なユダヤ教の出自の生徒を教えるバール・テシュバ・イェシーバがある。世界的なチャバド・ルバビッチ運動のニュージャージー州地域本部がその構内にある。

## 交通指向開発
モリスタウンは公共交通指向型開発を実行しようとしてきた。2000年にニュージャージー州で「トランジット・ビレッジ」に指定された最初の5自治体の1つである。1999年、鉄道駅周辺地域を多目的の「トランジット・ビレッジ・コア」として指定するために地域コードを変更した。この指定は幾つかの多目的集合住宅開発のために、少なくとも開発計画の一部を担っている。ニュージャージー・トランジットのモリスタウン駅がある町として、1990年代に導入された「ミッドタウン・ダイレクト」によって、ニューヨーク市までの通勤時間が短縮されたメリットがある。
ニューアークやニューヨーク行きの鉄道に加えて、地元のバス便も運行されている。6系統があり、モリスタウン駅に集まるようになっている。
モリスタウンの公共事業部が「コロニアル・コーチ」を運行しており、町内では無料で移動できる。

## メディア
モリスタウンで免許が発行されたラジオ局は、AM、FM各1局がある。FM局はテレビ局も持っている。
日刊紙は「デイリー・レコード」、月刊誌として「ニュージャージー・マンスリー」が発行されている。
公共テレビのホームタウン・テイルズは世界中の年代記や都市伝説を集めている。

## スポーツ
ニュージャージー・ミニットメンはプロのインラインホッケー・チームであり、プロフェッショナル・インライン・ホッケー協会のイースタン・カンファランスでプレイしている。
アメリカ合衆国の国際的な乗馬競技チーム、USETは1950年にモリスタウンのバン・ビューレン道路沿いコーツ・エステイツで設立された。
モリスタウンには北アメリカで初のクリケット・クラブがある。
モリスタウン1776アソシエーション・フットボール・クラブは、北ジャージーサッカーリーブでプレイするサッカー・クラブである。

## 彫像
- 国内には2つしかないトマス・ペイン英雄像の1つがモリスタウンにある。もう1つはボーデンタウンにある[86][87]。

- 目隠しされていない正義の女神像として数少ないものの1つが、裁判所のファサードを飾っている[88]。

## 経済
モリスタウンを本拠とする企業には、バイエル、ハネウェル、コバンタ・エナジー、シンドラーグループがあり、また短線貨物鉄道のモリスタウン・アンド・エリー鉄道もある。モリスタウン医療センターが町内最大の雇用主である。
町内にはモリス博物館がある。

## 著名な出身者
- ジョー・ダンテ（1946年-）、映画監督
- ピーター・ディンクレイジ（1969年-）、俳優[89]
- リンダ・ハント（1945年-）、女優、アカデミー賞受賞、モリスタウン生まれ[90]
- トロイ・マーフィー（1980年-）、プロのバスケットボール選手[91]
- リック・ポーセロ（1988年-）、メジャーリーグベースボール選手、デトロイト・タイガース.[92]
- ギャレット・リーズマン（1968年-）、NASA宇宙飛行士、国際宇宙ステーションに滞在した最初のアメリカ人[93]
- トニー・スコット（1921年-2007年）、ビバップの クラリネット奏者、編曲者、 ワールドミュージックの改革者[94]
- レキシントン・スティール（1969年-）、ポルノ男優、監督、マーセナリー・モーション・ピクチャーズとブラック・バイキング・ピクチャーズのオーナー[95]
- アルフレッド・ヴェイル（1807年-1859年）、モールス信号の発明者[96]
- トム・ヴァーレイン（1949年-）、作曲家、ギター奏者、ニューヨークのロックバンド、テレヴィジョンのリードボーカル[97]